# Gruppo Cimbali
Il Gruppo Cimbali S.p.A. è una multinazionale italiana leader nella progettazione e produzione di macchine professionali per caffè con sede a Binasco (Milano). Opera con i marchi LaCimbali, Faema, Casadio, Hemerson, Slayer attraverso quattro stabilimenti produttivi (tre in Italia e uno negli Stati Uniti, a Seattle), dieci filiali (sette all'estero) e oltre 700 distributori per garantire l'assistenza tecnica.

## Storia

### Gli inizi
Fondata nel 1912 a Milano quando Giuseppe Cimbali, ramiere idraulico, apre in via Caminadella 6 in una superficie di 30 m² una bottega per la lavorazione del rame e per produrre insieme ai suoi due dipendenti piccole caldaie, indispensabili per le macchine da caffè di recente invenzione. Negli anni trenta le macchine da caffè producevano vapore e acqua calda bruciando legna e carbone sotto una caldaia verticale. Erano di forma cilindrica e chiamate macchine a colonna. Proprio in quegli anni la sede del negozio si sposta in via Savona in un ambiente più grande per far fronte alle richieste di un nuovo cliente, la Siti, specializzata nella produzione di macchine espresso. Viene così fondata la Ditta Giuseppe Cimbali per costruzioni in rame, macchine da caffè e saturatori seltz.
La prima macchina a colonna di Cimbali è chiamata "Rapida", diventata poi nota con il marchio "LaCimbali". Nell'immediato dopoguerra, quando il mercato richiede macchine con maggiore produttività, Cimbali realizza il modello "Albadoro" con due caldaie verticali indipendenti in modo da fornire nello stesso tempo più caffè e soddisfare quindi più velocemente i clienti che frequentano i bar. Modulare nel design, la "Albadoro" è disponibile sino a sei caldaie. È stata anche la prima macchina dotata di scaldatazze integrato.
All'inizio degli anni cinquanta le caldaie alimentate da resistenze elettriche cominciano a sostituire le caldaie a legna e carbone. Inoltre le macchine a leva cambiano radicalmente il modo di estrarre il caffè. Questa nuova tecnica forza l'acqua attraverso il caffè ad una pressione di 9 atmosfere, ottenendo così un'estrazione ad alta efficienza dell'aroma e, in definitiva, la crema caffè.
Nel 1955 la società introduce la "Granluce", la prima macchina da caffè ad avere un gruppo idraulico. Brevettato da Cimbali nel 1956, il gruppo idraulico e la consegna dosata rappresentano il primo passo verso l'automazione. Il 1959 vede l'arrivo di un modello con l'applicazione di uno scambiatore di calore, che in seguito diventa un elemento costruttivo essenziale, garantendo il bilanciamento termico della macchina. Pr far fronte alle richieste in aumento, la famiglia Cimbali trasferisce l'attività in uno stabilimento a Binasco, a sud di Milano.

### Il premio a "Pitagora"

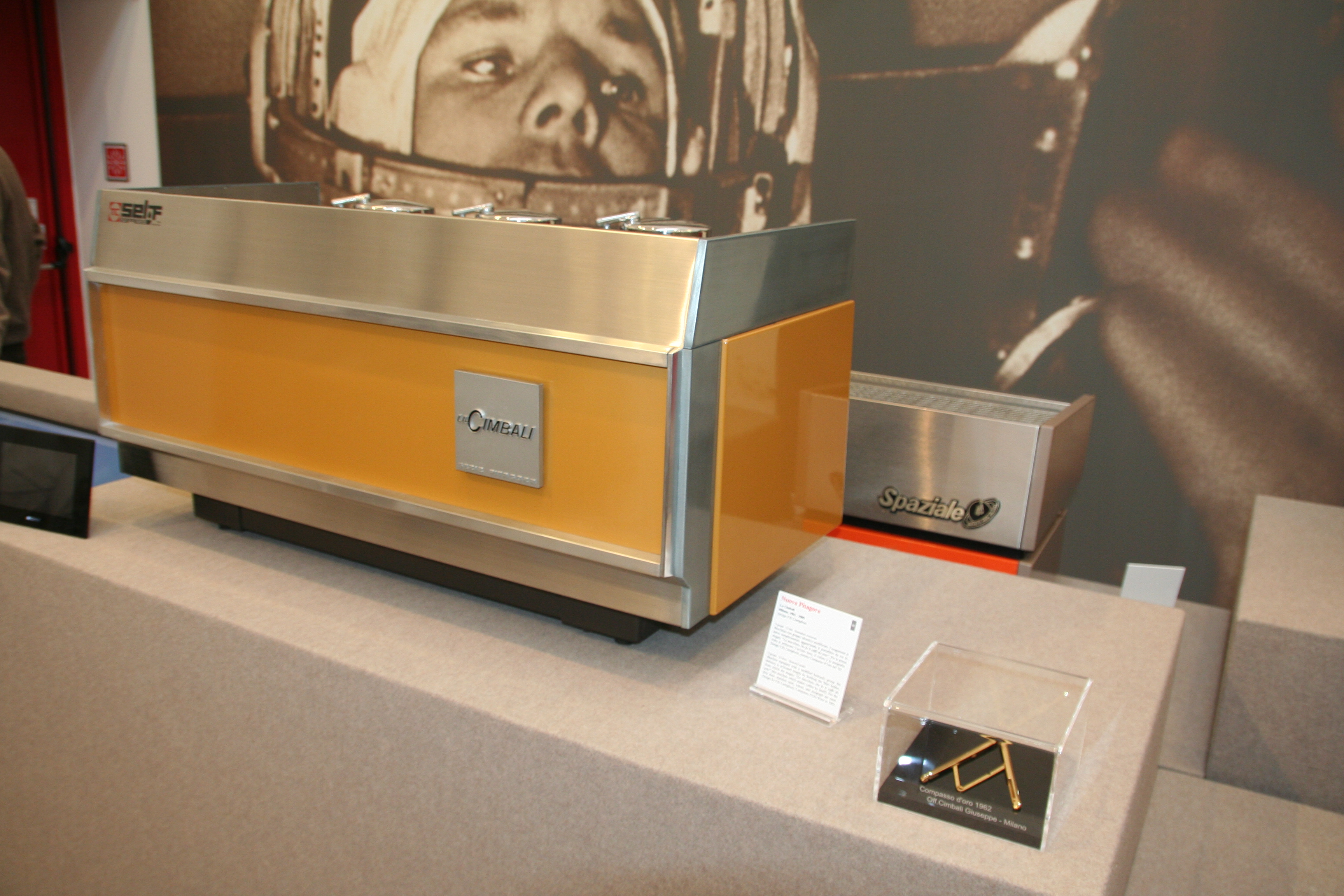
LaCimbali Pitagora Macchina da caffè espresso

Nel 1962 Cimbali crea, con la collaborazione degli architetti Achille Castiglioni e Pier Giacomo Castiglioni, un prodotto di straordinario design moderno chiamato "Pitagora": sono abbandonate le forme ridondanti tipiche delle macchine del periodo e sono invece adottate linee essenziali e pulite. L'acciaio inossidabile è utilizzato per la prima volta, insieme alla stampa a colori e serigrafica. Il risultato è rivoluzionario al punto da ottenere il premio per il design industriale, il Compasso d'oro.
Nel 1969 Cimbali lancia "Superbar", progettato per l'industria del foodservice con soluzioni completamente automatizzate. All'inizio degli anni settanta sono lanciati, con la collaborazione di Rodolfo Bonetto, modelli storici come M15 (il corpo è costituito da soli sei elementi strutturali principali) e M20.
Negli anni novanta, quando in azienda è già entrata la terza generazione della famiglia con i fratelli Maurizio e Gabriele, Cimbali integra un microprocessore al "Dosatron" per governare al meglio le funzioni principali della macchina. Nel 1992 presenta la "Dolcevita", una famiglia di macchine per caffè espresso completamente automatiche. Progettata da Salvemini, la "Dolcevita" ha un ruolo significativo nella crescita di Cimbali fuori dall'Italia in mercati non convenzionali nuovi per il caffè espresso.

### Lo sviluppo
Nel 1995 Cimbali acquisisce all'asta il suo principale concorrente italiano, Faema, fondata a Milano nel 1945 da Carlo Ernesto Valente. La società cambia denominazione in Gruppo Cimbali e nel 2009 rileva prima Casadio, un'azienda bolognese fondata negli anni cinquanta da Nello Casadio e specializzata in macinadosatori e poi Hemerson, produttrice di lavastoviglie professionali e macchine per ghiaccio.
Nel dicembre 2017 acquisisce Slayer, azienda americana specializzata nel progettare e realizzare macchine tradizionali per caffè espresso con sede a Seattle.

## Museo delle macchine da caffè
Nel 2012, in occasione del centenario dell'azienda, l'azienda apre all'interno della sede di Binasco il Mumac, il museo d'impresa con oltre cento macchine delle collezioni Maltoni e Cimbali, e il Mumac Academy, il centro di formazione e di valorizzazione della cultura del caffè.

## Dati economici
Nel 2020 il gruppo ha registrato ricavi per € 115 milioni con un riduzione del 40% rispetto al 2019. L'export vale l'81%. Gli stabilimenti si trovano a Binasco, Ghisalba (Bergamo) e Cappella Cantone (Cremona) dove vengono prodotte 200 macchine al giorno.